# الجمهورية الأيرلندية (1798)
كانت الجمهورية الأيرلندية عام 1798، التي يطلق عليها بشكل أكثر شيوعًا جمهورية كوناخت، دولة دمية قصيرة العمر تم إعلانها خلال التمرد الأيرلندي عام 1798 الذي نتج عن الحروب الثورية الفرنسية. من الناحية النظرية، كانت الجمهورية ستغطي جزيرة أيرلندا بأكملها، لكن سيطرتها الوظيفية اقتصرت على أجزاء صغيرة جدًا من مقاطعة كوناخت. تم نشر الجيش الملكي الأيرلندي المعارض في معظم أنحاء البلاد بما في ذلك المدن الرئيسية مثل دبلن وبلفاست وكورك.

## الإعلان
في وقت تمرد العام 1798، هبطت قوة من 1000 جندي فرنسي تحت قيادة الجنرال هامبرت في كيلالا بمقاطعة مايو. أعلن الجنرال هامبرت الجمهورية الأيرلندية في تصريحه للشعب عند هبوطه في أيرلندا في 22 أغسطس 1798:

بعد انتصار الجمهورية الوليدة في معركة كاسلبار التي وقعت في 27 أغسطس 1798، أصدر الجنرال هامبرت، في 31 أغسطس 1798، المرسوم التالي، الذي عين جون مور في جملة أمور رئيسًا لحكومة مقاطعة كوناخت:
الحرية، والمساواة
المقر الرئيسي في كاستلبار، 14 Fructidor، السنة السادسة للجمهورية الفرنسية، واحدة وغير قابلة للتجزئة.
يأمر الجنرال هامبرت، القائد العام لجيش أيرلندا، الراغب في تنظيم السلطة الإدارية لمقاطعة كوناكت بأقل تأخير ممكن، على النحو التالي:
1. ستقيم حكومة مقاطعة كوناكت في كاستلبار حتى أوامر أخرى.
2. تتكون الحكومة من اثني عشر عضوًا يعينهم الجنرال في الجيش الفرنسي.
3. تم تسمية المواطن جون مور رئيسًا لحكومة مقاطعة كوناكت، وهو مكلف بشكل خاص بترشيح وإعادة توحيد أعضاء الحكومة.
4. يجب على الحكومة أن تشغل نفسها على الفور في تنظيم القوة العسكرية لمقاطعة كوناكت، وتوفير المعيشة للجيوش الفرنسية والأيرلندية.
5. يُنظَّم ثمانية أفواج من المشاة، يبلغ كل منها اثني عشر مائة رجل، وأربعة أفواج من سلاح الفرسان، كل منها ست مئة رجل.
6. يجب أن تعلن الحكومة المتمردين والخونة للبلاد أن الذين حصلوا على الملابس والأسلحة، لا ينضمون إلى الجيش في غضون أربع وعشرين ساعة.
7. كل فرد من ستة عشر عامًا إلى أربعين عامًا، شاملًا، مطلوب باسم الجمهورية الأيرلندية، ليخوض نفسه على الفور إلى المعسكر الفرنسي، ويشارك في مسيرة ضد العدو المشترك، طاغية إيرلندا، التي دمرها وحده يمكن أن تثبت استقلالية وسعادة هيبيرنيا القديمة.» – الجنرال هامبرت، القائد العام

كانت الجمهورية المتمردة دولة عميلة للجمهورية الفرنسية ولم تدم طويلًا. ومع ذلك، فقد كان من بين الأشياء التي كان لدى الرئيس مور الوقت للقيام بها هو إصدار «النقود الورقية إلى حد كبير ... [ب]اسم الحكومة الفرنسية».

## الهزيمة

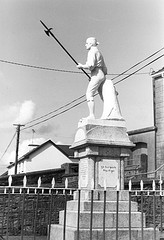
نصب تذكاري لرجل تمرد تم نصبه في باليناموك عام 1928

في 8 سبتمبر 1798، بعد أسابيع فقط من إعلانها، انتهى تقدم الجمهورية الجديدة في معركة باليناموك. تم القبض على الرئيس مور من قبل البريطانيين في كاستلبار تحت قيادة الملازم كول كروفورد. لقد توفي أثناء احتجازه في العام التالي. تم نقل الجنرال هامبرت ورجاله عن طريق القناة إلى دبلن وإعادتهم إلى الوطن. ثم انتشر الجيش البريطاني ببطء في مقاطعة كوناكت التي يسيطر عليها المتمردون في حملة وحشية من القتل وحرق المنازل بلغت ذروتها في 23 سبتمبر 1798 عندما اقتحم كيلالا واستعادها مع الكثير من المذابح. تم اصطياد أعضاء الجمهورية الأيرلندية مثل جورج بليك وشنقهم مع العديد من المتمردين المشتبه بهم الآخرين بما في ذلك الأب أندرو كونروي الذي قاد القوات الفرنسية والأيرلندية إلى كاستلبار عبر ويندي غاب، وهو ممر عبر الجبال.[بحاجة لمصدر]